# Dipsomania (Psychonaut 4)
Dipsomania è il secondo album in studio dei Psychonaut 4.
È stato pubblicato dalla Talheim Records il 23 aprile 2015, in edizione limitata digipak da 1000 copie e 500 vinili.

## Tracce
| 1.  | Intro                                  | 02:08 |
| 2.  | Beware the Silence                     | 05:11 |
| 3.  | Personal Forest                        | 04:15 |
| 4.  | Don't Leave the Room                   | 05:55 |
| 5.  | Pain Dealer                            | 07:03 |
| 6.  | Alcoholism                             | 07:41 |
| 7.  | Suicide Is Legal                       | 06:29 |
| 8.  | We Will Never Find the Cure            | 05:35 |
| 9.  | How Much for the Hope?                 | 07:30 |
| 10. | Moldy                                  | 06:37 |
| 11. | Eyes of a Homeless Dog                 | 05:04 |
| 12. | Personal Forest (S.D. Ramirez Version) | 04:15 |

## Formazione
- André - basso
- Graf - voce, scream, testi
- Drifter - chitarra, voce secondaria
- Nepho - batteria
- S.D. Ramirez - chitarra, voce pulita, voce narrante (traccia 6), tastiera (tracce 2 e 11)[2]